# جوي جونز (لاعب كرة قدم)
جوي جونز (بالإنجليزية: Joey Jones)‏ هو لاعب كرة قدم بريطاني في مركز الوسط، ولد في 1994 في كينغستون ‏ في المملكة المتحدة. لعب مع يوفل تاون.